# Yacouba Sylla
Pour les articles homonymes, voir Sylla (homonymie).
Yacouba Sylla, né le 29 novembre 1990 à Étampes (Essonne), est un footballeur international malien. Il évolue au poste de milieu défensif.

## Biographie

### Carrière en club
Yacouba Sylla commence le football au FC Étampes, à l'âge de six ans. À l'adolescence, il enchaîne les clubs : Brétigny Foot CS en 2005, AS Montferrandaise en 2006 et le SC Malesherbes en 2007. En 2008, alors âgé de 18 ans, il rejoint l'équipe réserve du SM Caen en CFA. Il y reste deux saisons mais ne se voit pas proposer de contrat professionnel. Il quitte donc le club normand en 2010. 
Il rejoint alors le Clermont Foot Auvergne 63 en Ligue 2 avec un contrat stagiaire. Le 15 octobre 2010, il est titularisé lors de la 10e journée de championnat contre Le Mans FC. Malgré la défaite (0-2), il laisse une excellente impression et ne quitte plus le onze de départ pour le reste de la saison. Ses prestations lui valent un premier contrat professionnel de deux ans et demi le 22 novembre 2010, puis une première convocation en équipe de France espoirs.
Le 31 janvier 2013, il signe un contrat de trois ans et demi avec le club anglais d'Aston Villa. Il y est donc lié jusqu'en juin 2016. Le 2 février 2013, il fait ses débuts en équipe première au cours d'un nul 3–3 contre Everton en Premier League. Il entre en jeu à la place de Charles N'Zogbia à la 79e minute de jeu. Lors de la saison 2014-2015, il est prêté au sein du club turc de Kayseri Erciyesspor, quatorzième du championnat de première division turque. Il disputa 27 rencontres avec le club et inscrivit, le 7 mars 2015, le tout premier but de sa jeune carrière professionnelle face à l'équipe de Genclerbirligi (défaite 2-4 du Kayseri). Son prêt étant terminé à l'issue de l'exercice 2014-2015, il retourne à Aston Villa, équipe avec laquelle il est lié jusqu'en juin 2016.
Il est transféré au Stade rennais le 22 juin 2015. Le 25 août 2016, il est prêté avec option d'achat pour une saison au Montpellier Hérault Sport Club. De retour à Rennes à l'issue de la saison 2016-2017, il est de nouveau prêté avec option d'achat, cette fois au Panathinaïkos.
Le 2 février 2019, il résilie son contrat le liant avec le KV Malines.

### En sélection nationale
Le 24 mars 2011, il obtient sa première sélection avec l'équipe de France espoirs de football contre l'équipe d'Espagne espoirs lors d'une belle victoire (3-2).
Le 9 juin 2012, Yacouba reçoit sa première sélection avec le Mali au cours d'un match des éliminatoires de la Coupe du monde 2014 contre le Rwanda (1-1). Il entre à la 70e minute à la place de Tongo Doumbia. En janvier 2015, il participe avec les Aigles du Mali à sa toute première Coupe d'Afrique des nations. Après trois matches nuls à l'issue du premier tour, le Mali sort de la compétition aux dépens d'un tirage au sort favorable à l'équipe de Guinée.

## Statistiques
| Saison                | Club                       | Championnat           | Championnat | Championnat | Championnat | Coupe nationale | Coupe nationale | Coupe nationale | Coupe de la Ligue | Coupe de la Ligue | Coupe de la Ligue | Compétition(s) continentale(s) | Compétition(s) continentale(s) | Compétition(s) continentale(s) | Compétition(s) continentale(s) | Mali | Mali | Mali | Total | Total | Total |
| Saison                | Club                       | Division              | M.          | B.          | P.d.        | M.              | B.              | P.d.            | M.                | B.                | P.d.              | Comp.                          | M.                             | B.                             | P.d.                           | M.   | B.   | P.d. | M.    | B.    | P.d.  |
| 2010-2011             | Clermont Foot 63           | Ligue 2               | 20          | 0           | 0           | 1               | 0               | 0               | -                 | -                 | -                 | -                              | -                              | -                              | -                              | -    | -    | -    | 21    | 0     | 0     |
| 2011-2012             | Clermont Foot 63           | Ligue 2               | 24          | 0           | 0           | 3               | 0               | 0               | 1                 | 0                 | 0                 | -                              | -                              | -                              | -                              | -    | -    | -    | 28    | 0     | 0     |
| 2012-2013             | Clermont Foot 63           | Ligue 2               | 21          | 0           | 1           | 1               | 0               | 0               | 2                 | 0                 | 0                 | -                              | -                              | -                              | -                              | -    | -    | -    | 24    | 0     | 1     |
| Sous-total            | Sous-total                 | Sous-total            | 65          | 0           | 1           | 5               | 0               | 0               | 3                 | 0                 | 0                 | -                              | -                              | -                              | -                              | -    | -    | -    | 73    | 0     | 1     |
| 2012-2013             | Aston Villa FC             | Premier League        | 11          | 0           | 2           | -               | -               | -               | -                 | -                 | -                 | -                              | -                              | -                              | -                              | 2    | 0    | 0    | 13    | 0     | 2     |
| 2013-2014             | Aston Villa FC             | Premier League        | 11          | 0           | 0           | 0               | 0               | 0               | 2                 | 0                 | 0                 | -                              | -                              | -                              | -                              | 2    | 0    | 0    | 15    | 0     | 0     |
| Sous-total            | Sous-total                 | Sous-total            | 22          | 0           | 2           | 0               | 0               | 0               | 2                 | 0                 | 0                 | -                              | -                              | -                              | -                              | 4    | 0    | 0    | 28    | 0     | 2     |
| 2014-2015             | Kayseri Erciyesspor (prêt) | Süper Lig             | 27          | 1           | 0           | 0               | 0               | 0               | -                 | -                 | -                 | -                              | -                              | -                              | -                              | 14   | 0    | 1    | 41    | 1     | 1     |
| 2015-2016             | Stade rennais FC           | Ligue 1               | 20          | 0           | 1           | 1               | 0               | 0               | 2                 | 0                 | 0                 | -                              | -                              | -                              | -                              | 8    | 0    | 0    | 31    | 0     | 1     |
| 2016-2017             | Montpellier HSC (prêt)     | Ligue 1               | 19          | 1           | 0           | -               | -               | -               | 1                 | 0                 | 0                 | -                              | -                              | -                              | -                              | 6    | 0    | 0    | 26    | 1     | 0     |
| 2017-2018             | Panathinaïkós (prêt)       | Superleague           | 9           | 0           | 0           | 2               | 0               | 0               | -                 | -                 | -                 | -                              | -                              | -                              | -                              | 2    | 0    | 0    | 13    | 0     | 0     |
| Sous-total            | Sous-total                 | Sous-total            | 75          | 2           | 1           | 3               | 0               | 0               | 3                 | 0                 | 0                 | -                              | -                              | -                              | -                              | 30   | 0    | 1    | 111   | 2     | 2     |
| 2017-2018             | KV Malines                 | Jupiler Pro League    | 9           | 0           | 0           | -               | -               | -               | -                 | -                 | -                 | -                              | -                              | -                              | -                              | -    | -    | -    | 9     | 0     | 0     |
| 2018-2019             | KV Malines                 | Proximus Pro League   | 3           | 0           | 0           | 1               | 0               | 0               | -                 | -                 | -                 | -                              | -                              | -                              | -                              | -    | -    | -    | 4     | 0     | 0     |
| 2019                  | Strømsgodset IF            | Eliteserien           | 10          | 1           | 1           | 0               | 0               | 0               | -                 | -                 | -                 | -                              | -                              | -                              | -                              | -    | -    | -    | 10    | 1     | 1     |
| 2019-2020             | CFR Cluj                   | Liga I                | 4           | 0           | 0           | 0               | 0               | 0               | -                 | -                 | -                 | C1                             | 1                              | 0                              | 0                              | -    | -    | -    | 5     | 0     | 0     |
| Sous-total            | Sous-total                 | Sous-total            | 26          | 1           | 1           | 1               | 0               | 0               | -                 | -                 | -                 | -                              | 1                              | 0                              | 0                              | -    | -    | -    | 28    | 1     | 1     |
| 2020-2021             | MC Oujda                   | Botola Pro1 Inwi      | 5           | 0           | 0           | -               | -               | -               | -                 | -                 | -                 | -                              | -                              | -                              | -                              | -    | -    | -    | 5     | 0     | 0     |
| 2021-2022             | SC Bastia                  | Ligue 2               | 7           | 0           | 0           | 1               | 0               | 0               | -                 | -                 | -                 | -                              | -                              | -                              | -                              | -    | -    | -    | 8     | 0     | 0     |
| 2022-2023             | FC Botoșani                | Liga I                | 15          | 0           | 0           | 1               | 0               | 0               | -                 | -                 | -                 | -                              | -                              | -                              | -                              | -    | -    | -    | 16    | 0     | 0     |
| 2022-2023             | RE Virton                  | Challenger Pro League | 3           | -           | -           | -               | -               | -               | -                 | -                 | -                 | -                              | -                              | -                              | -                              | -    | -    | -    | 3     | 0     | 0     |
| Sous-total            | Sous-total                 | Sous-total            | 30          | 0           | 0           | 2               | 0               | 0               | -                 | -                 | -                 | -                              | -                              | -                              | -                              | -    | -    | -    | 32    | 0     | 0     |
| Total sur la carrière | Total sur la carrière      | Total sur la carrière | 218         | 3           | 5           | 11              | 0               | 0               | 8                 | 0                 | 0                 | -                              | 1                              | 0                              | 0                              | 34   | 0    | 1    | 272   | 3     | 6     |